# Carpinus dayongiana
Carpinus dayongiana là một loài thực vật có hoa trong họ Betulaceae. Loài này được K.W.Liu & Q.Z.Lin mô tả khoa học đầu tiên năm 1986.